# Vernaccia Nera
Il Vernaccia Nera è un vitigno a bacca nera, di probabile origine marchigiana dove è maggiormente diffuso.

## Ampelografia
La foglia è di medie dimensioni, orbicolare, quinquelobata e raramente trilobata; il grappolo è di media grandezza, cilindro-conico; gli acini medio, rotondo o leggermente sub-rotondo, media grossezza e consistenza, di colore nero-violaceo, mediamente pruinosa.

## Fenomeni vegetativi
- Germogliamento: epoca ordinaria o quasi tardiva.
- Fioritura: epoca ordinaria.
- Lignificazione e invaiatura: epoca ordinaria.
- Maturazione: IV epoca.
- Inizio del cambiamento di colorazione delle foglie e loro caduta: epoca ordinaria o quasi tardiva.

## Coltivazione
Tipica delle Marche, è presente anche in Umbria. È nota per essere utilizzata in purezza per produrre la Vernaccia di Serrapetrona, ma viene utilizzata in numerosi altri uvaggi per produrre vini DOC e IGT.